# Bozankaya
La Bozankaya è un'impresa turca che si occupa di costruire mezzi per il trasporto pubblico locale come treni per le metropolitana, tram, filobus e autobus.

## Storia

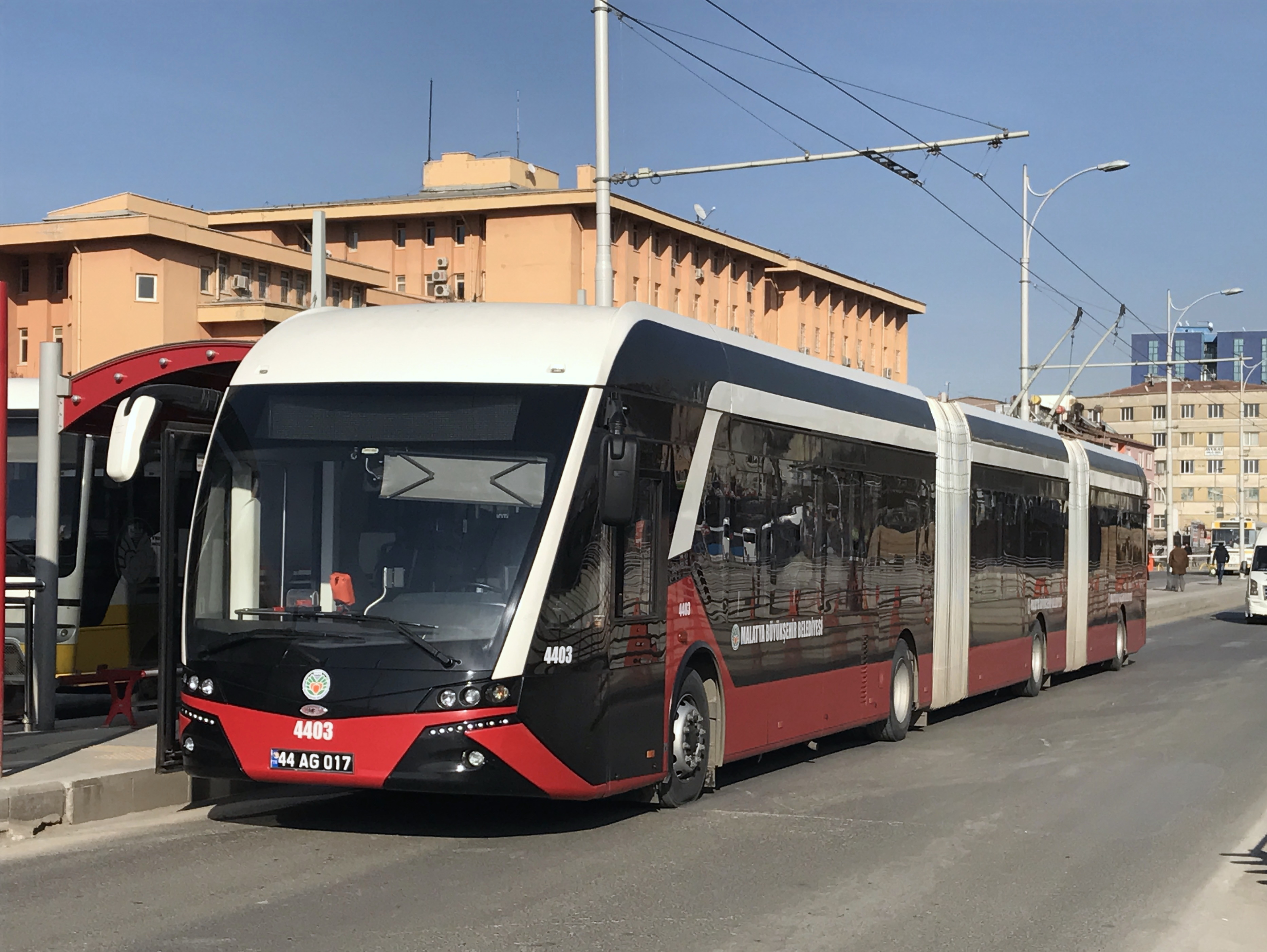
Un filobus a Malatya

La società fu fondata a Salzgitter, in Germania nel 1989 da Murat Bozankaya e aveva la ricerca e sviluppo come oggetto sociale.
Nel 2003, si decise di spostare la sede ad Ankara, in Turchia, iniziando la produzione diretta di mezzi di trasporto pubblico locale.
Due anni dopo, fu aperto uno stabilimento a Sacramento, negli Stati Uniti d'America.
Nel 2015 fu aperto un nuovo stabilimento, sempre ad Ankara, che occupa un'area di circa 100 000 mq. Nello stesso anno, a marzo, fu aperta al servizio pubblico la filovia di Malatya che impiega filobus prodotti dalla Bozankaya.
L'anno dopo, l'impresa si consorziò con Siemens per costruire a Bangkok una nuova linea di metropolitana. I primi sette treni entrarono in servizio il 6 aprile 2019.
Nel 2020 e nel 2021, la società vinse due gare in Romania per la fornitura di sedici tram alle città di Iași e di Timișoara. A dicembre 2023, fu vinta anche la gara per la fornitura di tram a Napoli. Nello stesso anno, fu attivata la prima linea di metropolitana senza conducente nel comune metropolitano di Kocaeli.

## Produzione

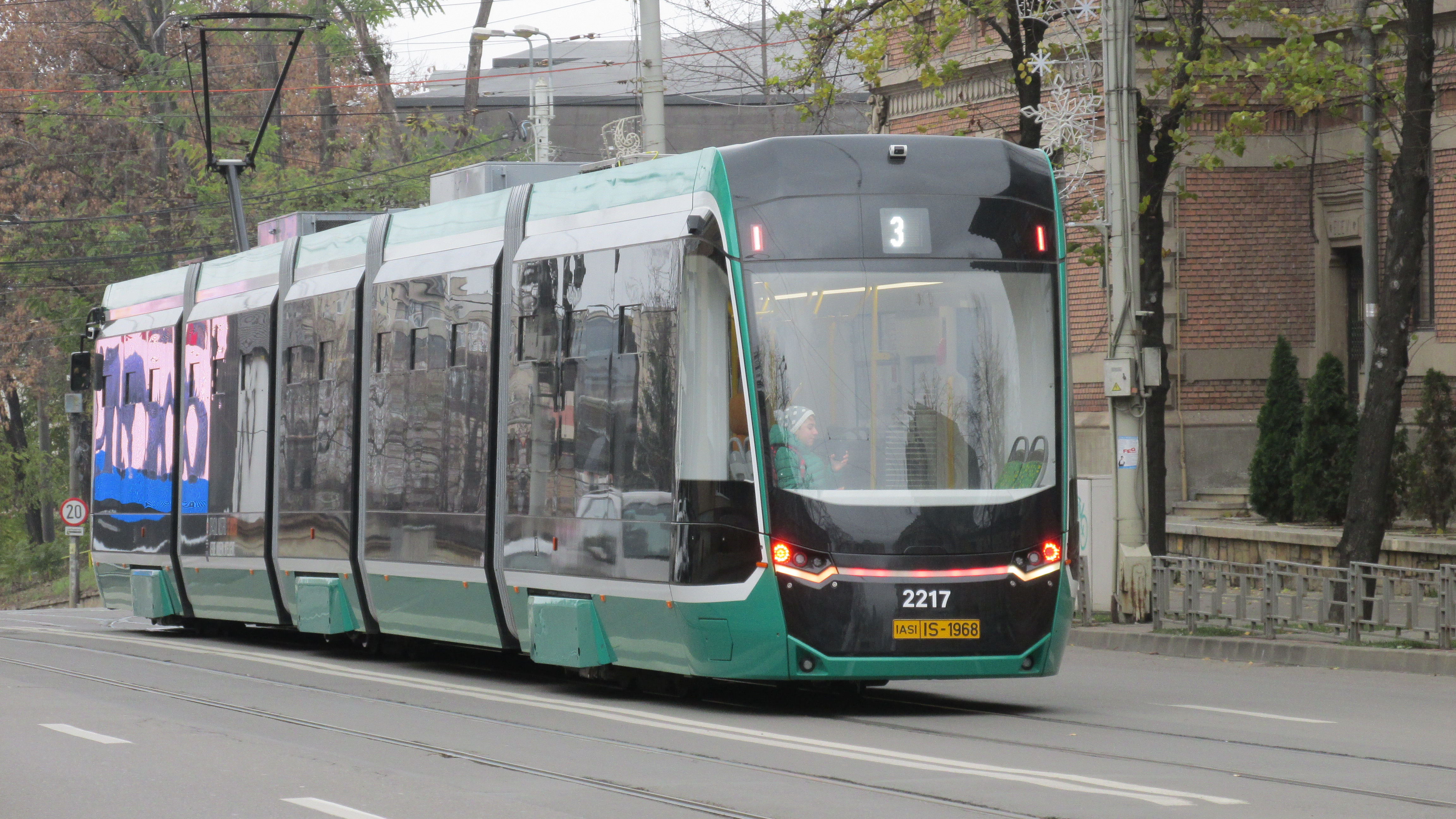
Un tram a cinque cassi della città di Iași

- Autobus elettrici da 10 m, da 12 m e da 18 m[7]
- Filobus da 12 m e filosnodati da 18 m e da 24 m[8]
- Tram
  - a tre casse (20 m) presso Iași
  - a cinque casse (30 m) presso Belgrado, Iași, Napoli e Timișoara
  - a cinque casse (33 m) presso Antalya, Kaiseri e Kocaeli
  - a sette casse (42 m) presso Samsun[9]
- Treni della metropolitana a Bangkok, a Istanbul e a Kocaeli[10]